# Steirodon unidentatum
Steirodon unidentatum är en insektsart som först beskrevs av Brunner von Wattenwyl 1891.  Steirodon unidentatum ingår i släktet Steirodon och familjen vårtbitare. Inga underarter finns listade i Catalogue of Life.